# Sponde (měsíc)
Sponde (IPA: /spɒndi/ SPON-dee, řecky Σπονδή) nebo též Jupiter XXXVI, je přirozený satelit Jupiteru. Byl objeven v roce 2001 skupinou astronomů z Havajské univerzity vedených Scottem S. Sheppardem a dostal prozatímní označení S/2001 J 5, platné do srpna 2005, kdy byl definitivně pojmenován.
Sponde má v průměru asi ~2 km, jeho průměrná vzdálenost od Jupitera činí 24,253 Mm, oběhne jej každých 771,6 dnů, s inklinací 154° k ekliptice (156° k Jupiterovu rovníku) a excentricitou 0,443. Sponde patří do rodiny Pasiphae.